# Aleurodiscus utahensis
Aleurodiscus utahensis är en svampart som beskrevs av Lindsey & Gilb. 1983. Aleurodiscus utahensis ingår i släktet Aleurodiscus och familjen Stereaceae.   Inga underarter finns listade i Catalogue of Life.